# Christer Gustafsson
Christer Gustafsson (sinh ngày 31 tháng 12 năm 1987) là một cầu thủ bóng đá người Thụy Điển thi đấu cho IK Sirius.